# Ceratinopsidis formosa
Ceratinopsidis formosa là một loài nhện trong họ Linyphiidae.
Loài này thuộc chi Ceratinopsidis. Ceratinopsidis formosa được Richard C. Banks miêu tả năm 1892.